# Dicliptera velata
Dicliptera velata là một loài thực vật có hoa trong họ Ô rô. Loài này được Seem. mô tả khoa học đầu tiên năm 1866.